# IEEE 802.11

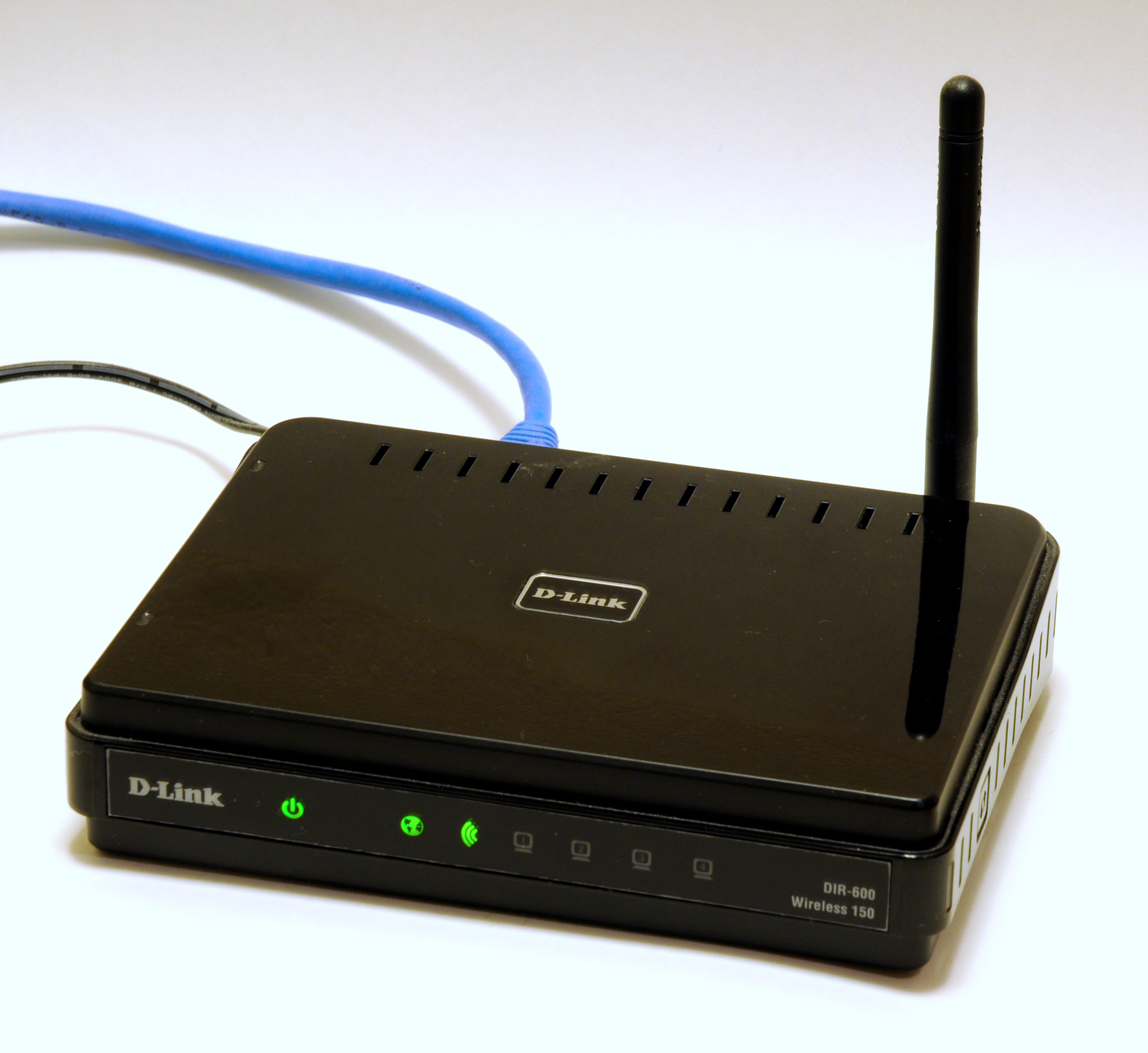
Un dispositivo integrato con Router+Switch+Access point wireless che implementa lo standard IEEE 802.11n

IEEE 802.11 è un insieme di normative standard tecniche focalizzate sulle specifiche dei protocolli del livello fisico (PHY) e del Media Access Control (MAC) per le reti di tipo Wireless local area network (WLAN), nell'ambito della famiglia IEEE 802 (definizione delle Local Area Network). Lo standard originale e i suoi sviluppi successivi costituiscono la base di funzionamento per i prodotti di rete marchiati con il simbolo Wi-Fi e sono gli standard tecnici più utilizzati nelle reti di dispositivi wireless. Su queste specifiche si basano la maggior parte delle reti casalinghe e aziendali in cui computer fissi o portatili, smartphone, stampanti e altri dispositivi sono in grado di comunicare tra loro e accedere a Internet senza bisogno di cavi, nonché la comunicazione wireless tra veicoli (specifiche IEEE 802.11 p).
Gli standard IEEE 802.11 sono definiti e manutenuti dall'Institute of Electrical and Electronics Engineers (IEEE). Alla versione base, pubblicata nel 1997, hanno fatto seguito una serie di emendamenti, identificati secondo lo schema di IEEE (802.11 seguito da una o due lettere minuscole in sequenza alfabetica: 802.11a, 802.11b e così via), e versioni successive dello standard completo, identificate con il suffisso dell'anno di pubblicazione, che introducono varianti, correzioni ed evoluzioni tecnologiche. Anche se gli emendamenti vengono ufficialmente dismessi nel momento in cui entrano a far parte integrante di una nuova versione dello standard completo, a livello industriale e commerciale si preferisce utilizzare direttamente il loro identificativo individuale per indicare in modo immediato e sintetico il livello di funzionalità disponibile su un determinato prodotto. Di conseguenza, ogni singolo emendamento viene trattato come fosse uno specifico standard individuale. La dicitura 802.11x è una forma abbreviata per indicare "una qualsiasi versione di 802.11" e viene usata per evitare ambiguità con la dicitura "802.11" che è quella specifica che si riferisce alla prima edizione del 1997 (802.11-1997, detta anche "802.11 legacy").
IEEE 802.11x prescrive per le reti wireless diverse frequenze di trasmissione, che comprendono tra le altre le bande di frequenza a 2,4, 5, 6 e 60 GHz, e identifica l'elenco dei canali che si possono utilizzare su tali frequenze, con l'avvertenza che la disponibilità effettiva delle frequenze nello spettro radio può dipendere localmente da altre norme regolatorie nazionali o internazionali.
I protocolli di comunicazione definiti da IEEE 802.11x sono utilizzati in combinazione con i livelli di rete superiori definiti dalla normativa IEEE 802.2 e sono concepiti per interoperare senza problemi con Ethernet e per il trasporto di traffico IP.

## Storia
La tecnologia standardizzata dalla 802.11 nasce da una decisione dell'FCC statunitense che nel 1985 liberò la banda ISM consentendone l'utilizzo senza necessità di licenza.
Nel 1991 NCR Corporation/AT&T (attualmente Nokia Labs e LSI Corporation) misero a punto un precursore dell'802.11 a Nieuwegein, nei Paesi Bassi, destinato originariamente ai servizi di cassa. I primi prodotti wireless vennero commercializzati con il nome WaveLAN ed erano caratterizzati da una velocità di trasmissione dati grezza di 1 Mbit/s e 2 Mbit/s.
Vic Hayes, insieme all'ingegnere dei Bell Labs Bruce Tuch, ha coinvolto l'IEEE per la creazione di uno standard. Hayes, definito il "padre del Wi-Fi", è stato presidente del gruppo di lavoro IEEE 802.11 per 10 anni e ha contribuito alla definizione degli standard iniziali 802.11b e 802.11a.
Nel 1999 è stato costituito il consorzio commerciale Wi-Fi Alliance, detentore del marchio "Wi-Fi" con il quale viene venduta la maggior parte dei prodotti.
La svolta commerciale chiave si è avuta nel 1999, quando Apple decise di dotare di Wi-Fi la famiglia di portatili iBook, il primo prodotto di largo consumo a offrire la connettività di rete wireless, commercializzata come AirPort. L'anno successivo fu la volta dell'IBM, che introdusse la tecnologia wireless nella serie ThinkPad 1300.

## Descrizione

### Principi generali
Lo standard 802.11x indirizza in modo specifico il livello fisico (PHY) e il livello Media Access Control (MAC) delle reti locali wireless. Per quanto riguarda il livello fisico, definisce una serie di tecniche di modulazione radio per segnali half-duplex che utilizzano di base lo stesso formato di dati; specifica le frequenze e i canali utilizzabili; definisce le velocità di trasmissione (bit rate); stabilisce eventuali limiti di potenza e definisce le tecniche di aggregazione. Per quanto riguarda il livello MAC, la gestione della trasmissione half-duplex si basa sul controllo di collisioni CSMA/CA per cui una emittente su uno specifico canale è in grado di determinare se su quello stesso canale ci siano altre entità che stanno trasmettendo (anche su protocolli diversi da quelli definiti da 802.11x) e trasmette i suoi frame-dati solo se il canale in quel momento è libero. Lo standard inoltre definisce il formato e la struttura dei frame usati per la comunicazione tra i dispositivi di rete, la loro tipologia, le informazioni di servizio veicolate e le modalità di impiego, tenendo presente l'interoperabilità con i frame Ethernet definiti dalla normativa IEEE 802.3. Definisce infine gli aspetti legati alla sicurezza nell'accesso alla rete e nel trasporto confidenziale del contenuto informativo.
Il primo standard definito fu l'802.11-1997 ma il primo ad essere effettivamente adottato su larga scala è stato l'802.11b, a cui hanno fatto seguito 802.11a, 802.11g, 802.11n, 802.11ac e 802.11ax. Gli altri emendamenti della famiglia sono intesi ad estendere l'ambito degli standard esistenti o a introdurre correzioni.
L'802.11b e 802.11g, così come anche 802.11n, utilizzano lo spettro di frequenze a 2,4 GHz (banda ISM).
Si tratta di una banda di frequenze regolarmente assegnata dal piano di ripartizione nazionale (ed internazionale) ad altri servizi ma lasciata di libero impiego per le applicazioni che prevedono livelli di EIRP (Equivalent Isotropic Radiated Power, ovvero la massima potenza irradiata da un'antenna isotropa) non superiori a 20 dBm e utilizzate all'interno di una proprietà privata (senza attraversamento del suolo pubblico).
Trovandosi ad operare in bande di frequenze dove già lavorano altri apparecchi, i dispositivi b/g/n possono subire fenomeni di interferenza da parte di altre apparecchiature come telefoni cordless, dispositivi Bluetooth, forni a microonde. Per controllare e limitare tali effetti, il protocollo 802.11b utilizza una tecnica di trasmissione Direct Sequence Spread Spectrum (DSSS) mentre l'802.11g impiega una modulazione multi-portante di tipo OFDM.
L'802.11a utilizza la banda U-NII (Unlicensed National Information Infrastructure) a 5 GHz, come definita dalla FCC statunitense, che per la maggior parte del mondo prevede almeno 23 canali radio non sovrapposti di 20 MHz di ampiezza. Questo è un miglioramento siginificativo rispetto alla banda 2,4 GHz che prevede solo tre canali da 20 MHz non sovrapposti, mentre tutti gli altri canali adiacenti presentano delle sovrapposizioni. Le prestazioni tra le differenti frequenze possono essere migliori o peggiori a seconda delle condizioni ambientali. I protocolli 802.11n e 802.11ax possono usare sia la banda a 2,4 GHz che quella a 5 GHz mentre l'802.11ac usa solo la banda a 5 GHz.
Il segmento di spettro delle frequenze radio usate dalla 802.11 cambia a seconda delle nazioni, in funzione delle normative locali.

### Modello di rete

Modello generico dell'architettura di una rete wireless 802.11

Le reti basate su 802.11 prevedono un'architettura formata da una collezione di sottoreti wireless collegate a una infrastruttura cablata di tipo Ethernet (802.3). Ogni dispositivo wireless in grado di collegarsi a una di queste sottoreti costituisce una "stazione", che può essere fissa o mobile all'interno della sottorete. 
Tutti i dispositivi (client) di una sottorete devono collegarsi a una stazione speciale (Access Point, AP) che, essendo connessa all'infrastruttura cablata tramite il sistema di distribuzione (Distribution System), agisce come un gateway per l'intera sottorete, consentendo alle stazioni di accedere ai servizi forniti dal provider tramite la rete cablata. L'AP inoltre può funzionare anche come router per la comunicazione wireless tra i client all'interno della stessa sottorete.
L'insieme di dispositivi client collegati a uno specifico AP più l'AP stesso costituiscono un "insieme di servizi di base" (Basic Service Set, BSS). L'insieme di più BSS interconnessi, a sua volta, costituisce un "insieme di servizi estesi" (Extended Service Set, ESS)..
Ogni BSS è identificato e riconoscibile da parte degli altri dispositivi tramite due parametri:
1. il Basic Service Set Identifier (BSSID), che è un valore cablato non modificabile coincidente con l'indirizzo MAC dell'Access Point;[16] questo dato viene scambiato tra AP e stazioni solo a livello di protocollo
2. il Service Set Identifier (SSID), liberamente modificabile, che è il nome della rete come visibile anche a livello applicativo (per esempio, quando si deve scegliere a quale rete Wi-Fi collegare uno specifico dispositivo/stazione: smartphone, tablet, computer, smart TV eccetera).[16] Anche questo dato viene scambiato via protocollo.

Anche l'ESS, che di fatto costituisce una rete di BSS, possiede un suo identificativo, liberamente modificabile (Extended Service Set Identifier, ESSID), che tipicamente coincide con l'SSID. Questo dato, come l'SSID, viene utilizzato dal protocollo, soprattutto in caso di roaming, per cui un dispositivo mobile può passare da un BSS a un BSS diverso ma facente parte dello stesso ESS senza interruzione del servizio, purché i due BSS condividano lo stesso SSID.

### Meccanismo di connessione e disconnessione

Sequenza usata per stabilire una connessione Wi-Fi

Il meccanismo tramite il quale una stazione si collega a un Access Point è regolato da un protocollo di comunicazione specifico e avviene attraverso una sequenza composta da tre fasi principali:
1. Scansione (Scanning) per rilevare il dispositivo o la rete a cui connettersi;
2. Autenticazione (Authentication), che consiste nell'identificazione del client e nello scambio di chiavi crittografiche tra client e Access Point;
3. Associazione (Association), che consiste nello stabilire un connessione logica tra Access Point e dispositivo dopo aver verificato la rispettiva compatibilità, rendendo il dispositivo raggiungibile dal distribution system, che ora sa con quale Access Point deve comunicare per raggiungere una determinata stazione.[19] Ogni dispositivo può essere associato a un solo Access Point alla volta. mentre un Access Point può essere associato a più dispositivi.[19] Al termine di questa fase, può iniziare lo scambio dati vero e proprio.

Per la disconnessione, sono previste due fasi:
1. Disassociazione (Disassociation) con cui un dispositivo cancella l'associazione su tutti gli Access Point, interrompendo ogni possibilità di comunicazione con il distribution system;
2. Deautenticazione (Deauthentication) con cui un dispositivo disassociato chiude la sua sessione ed esce totalmente dalla rete, interrompendo ogni comunicazione con l'Access Point fino a nuova autenticazione. Va osservato che un dispositivo disassociato potrebbe risultare ancora autenticato all'interno della rete.[20]

#### Scansione
La scansione consiste nel riconoscimento dei dispositivi compatibili all'interno dell'area coperta da un Access Point (Basic Service Set Area, BSSA) e può essere di due tipi:
- scansione passiva: l'AP emette periodicamente, su un canale alla volta, un frame speciale di tipo broadcast, detto beacon ("faro") per la sua periodicità (Target Beacon Transmission Time, TBTT), per annunciare a tutte le stazioni potenzialmente in ascolto la sua presenza e le sue caratteristiche fondamentali (SSID, potenza del segnale eccetera). Al termine del periodo, il messaggio viene trasmesso sul canale successivo, fino a coprire tutti i canali.
- scansione attiva: il dispositivo client, ossia la stazione, invia su un canale alla volta messaggi speciali, generalmente di tipo broadcast, detti probe request ("richieste sonda"), in cui chiede informazioni su quali AP e BSS siano disponibili e quali siano le loro caratteristiche fondamentali. Al frame di tipo probe request possono rispondere solo gli Access Point con un messaggio di tipo probe response. Il messaggio di probe request può essere anche mirato verso uno specifico AP o una specifica BSS. La stazione, dopo aver trasmesso un messaggio di probe request su uno specifico canale, rimane in ascolto per un periodo di tempo, in attesa di eventuali risposte da parte di uno o più AP, per poi passare a trasmettere la richiesta sul canale successivo, fino a coprire tutti i canali.

In entrambi i casi, alla fine di questa fase il client è in grado di identificare le BSS entro il suo raggio di portata e i relativi AP a cui può collegarsi, con le loro caratteristiche.

#### Autenticazione
Il client, per collegarsi all'Access Point selezionato, invia prima di tutto una sequenza di richiesta di autorizzazione (Authorization request) durante la quale scambia con l'Access Point una serie di informazioni per la verifica delle credenziali di accesso e per generare le chiavi usate per la crittografia. Una volta ottenuta l'autorizzazione, tramite una risposta positiva (Authentication Response), inizia la sequenza di associazione.

#### Associazione
Il client inizia la sequenza di associazione con un messaggio di richiesta (Association Request) con cui scambia con l'Access Point una serie di informazioni per verificare la compatibilità, tra cui le rate supportate, le caratteristiche di potenza e i canali, in aggiunta ad altre caratteristiche di dettaglio. L'Access Point verifica che le caratteristiche del client siano compatibili con le sue e, in caso positivo, invia un messaggio di risposta (Association Response) che contiene l'identificatore della connessione specifica (Association ID, AID) e costituisce l'abilitazione allo scambio di dati, che può così iniziare.
Questa fase avviene tipicamente solo una volta, a dispositivo autenticato. Nel caso in cui il dispositivo sia di tipo mobile e debba cambiare l'Access Point, è previsto un meccanismo di riassociazione che trasferisce il collegamento logico direttamente al nuovo Access Point, senza perdere la raggiungibilità da parte del distribution system. La riassociazione è prevista anche nel caso in cui, per un qualsiasi motivo, un dispositivo già autenticato e associato perda momentaneamente il collegamento con l'Access Point per poi ristabilirlo.

#### Disassociazione
Il dispositivo notifica la sua disassociazione dalla BSS (scollegamento senza deautenticazione) usando un frame di controllo specifica, in cui viene dettagliato anche il motivo per la disassociazione (inattività, raggiunto limite di stazioni gestibili da un AP eccetera).

#### Deautenticazione
Il dispositivo notifica la sua deautenticazione dalla BSS usando un frame di controllo specifico, in cui viene dettagliato anche il motivo per la deautenticazione.

### Roaming e scollegamento temporaneo

In caso di roaming, un dispositivo è in grado di collegarsi automaticamente a un BSS diverso sfruttando il fatto che l'SSID ("WiFi Wikipedia") è lo stesso per entrambe le sottoreti

Nel caso di reti estese (ESS), come ad esempio le reti Wi-Fi aziendali o in luoghi pubblici come centri commerciali, aeroporti, stazioni ferroviarie ecc., in cui devono essere utilizzati più BSS e più AP distinti che condividono lo stesso SSID, la normativa 802.11r prevede un meccanismo per rendere automatico il passaggio di una stazione mobile da una BSS all'altra, senza dover ripetere ogni volta la sequenza di connessione. 
Il meccanismo prevede:
- una autenticazione unica valida per tutti gli AP dell'ESS[24]
- una riassociazione ad ogni passaggio da una BSS a un'altra[25]

Alla prima connessione della stazione alla rete, vengono effettuate sia l'autenticazione che l'associazione come nel caso del collegamento a una singola BSS. Nel momento in cui la stazione lascia una BSS per entrare in quella adiacente, l'autenticazione non è più necessaria ed è sufficiente aggiornare l'associazione tramite una sequenza composta da due messaggi:
1. Richiesta di riassociazione (Reassociation Request), in cui la stazione invia al nuovo AP le sue caratteristiche tramite un frame di management dedicata; se il frame viene ricevuto correttamente, l'AP manda un messaggio di riscontro tramite un frame di control di tipo ACK
2. Risposta alla riassociazione (Reassociation Response), in cui l'AP accetta o meno l'associazione e invia le sue caratteristiche alla stazione usando un frame di management dedicato. Se il frame viene ricevuto correttamente, la stazione manda un messaggio di riscontro tramite un frame di control di tipo ACK.

Questo meccanismo viene usato anche nel caso della singola BSS, quando la stazione si scollega temporaneamente e vuole riassociarsi alla stessa rete senza doversi riautenticare.

## Evoluzioni nel tempo
| 1–7 GHz                                 | DSSS, FHSS                  | 802.11-1997                  | giugno 1997           | 2,4                      | 22                      | 1 / 2 | N.D.                        | DSSS, FHSS                                               | 20 m (66 ft)  | 100 m (330 ft)      |
| 1–7 GHz                                 | HR/DSSS                     | 802.11b                      | settembre 1999        | 2,4                      | 22                      | 1 / 2 / 5,5 / 11                                                                                               | N.D.                        | CCK, DSSS                                                | 35 m (115 ft) | 140 m (460 ft)      |
| 1–7 GHz                                 | OFDM                        | 802.11a                      | settembre 1999        | 5                        | 5 / 10 / 20             | 6 / 9 / 12 / 18 / 24 / 36 / 48 / 54 (dividere per 2 per la banda da 20 MHz e per 4 per le bande da 10 e 5 MHz) | N.D.                        | OFDM                                                     | 35 m (115 ft) | 120 m (390 ft)      |
| 1–7 GHz                                 | OFDM                        | 802.11j                      | novembre 2004         | 4,9 / 5                  | 5 / 10 / 20             | 6 / 9 / 12 / 18 / 24 / 36 / 48 / 54 (dividere per 2 per la banda da 20 MHz e per 4 per le bande da 10 e 5 MHz) | N.D.                        | OFDM                                                     | ?             | ?                   |
| 1–7 GHz                                 | OFDM                        | 802.11y                      | novembre 2008         | 3,7                      | 5 / 10 / 20             | 6 / 9 / 12 / 18 / 24 / 36 / 48 / 54 (dividere per 2 per la banda da 20 MHz e per 4 per le bande da 10 e 5 MHz) | N.D.                        | OFDM                                                     | ?             | 5 000 m (16 000 ft) |
| 1–7 GHz                                 | OFDM                        | 802.11p                      | luglio 2010           | 5,9                      | 5 / 10 / 20             | 6 / 9 / 12 / 18 / 24 / 36 / 48 / 54 (dividere per 2 per la banda da 20 MHz e per 4 per le bande da 10 e 5 MHz) | N.D.                        | OFDM                                                     | 200 m         | 1 000 m (3 300 ft)  |
| 1–7 GHz                                 | OFDM                        | 802.11bd                     | dicembre 2022         | 5,9 / 60                 | 5 / 10 / 20             | 6 / 9 / 12 / 18 / 24 / 36 / 48 / 54 (dividere per 2 per la banda da 20 MHz e per 4 per le bande da 10 e 5 MHz) | N.D.                        | OFDM                                                     | 500 m         | 1 000 m (3 300 ft)  |
| 1–7 GHz                                 | ERP-OFDM                    | 802.11g                      | giugno 2003           | 2,4                      | 5 / 10 / 20             | 6 / 9 / 12 / 18 / 24 / 36 / 48 / 54 (dividere per 2 per la banda da 20 MHz e per 4 per le bande da 10 e 5 MHz) | N.D.                        | OFDM                                                     | 38 m (125 ft) | 140 m (460 ft)      |
| 1–7 GHz                                 | HT-OFDM                     | 802.11n (Wi-Fi 4)            | ottobre 2009          | 2,4 / 5                  | 20                      | Fino a 288,8                                                                                                   | 4                           | MIMO-OFDM (64-QAM)                                       | 70 m (230 ft) | 250 m (820 ft)      |
| 1–7 GHz                                 | HT-OFDM                     | 802.11n (Wi-Fi 4)            | ottobre 2009          | 2,4 / 5                  | 40                      | Fino a 600 | 4                           | MIMO-OFDM (64-QAM)                                       | 70 m (230 ft) | 250 m (820 ft)      |
| 1–7 GHz                                 | VHT-OFDM                    | 802.11ac (Wi-Fi 5)           | dicembre 2013         | 5                        | 20                      | Fino a 693 | 8                           | DL MU-MIMO OFDM (256-QAM)                                | 35 m (115 ft) | ?                   |
| 1–7 GHz                                 | VHT-OFDM                    | 802.11ac (Wi-Fi 5)           | dicembre 2013         | 5                        | 40                      | Fino a 1 600                                                                                                   | 8                           | DL MU-MIMO OFDM (256-QAM)                                | 35 m (115 ft) | ?                   |
| 1–7 GHz                                 | VHT-OFDM                    | 802.11ac (Wi-Fi 5)           | dicembre 2013         | 5                        | 80                      | Fino a 3 467                                                                                                   | 8                           | DL MU-MIMO OFDM (256-QAM)                                | 35 m (115 ft) | ?                   |
| 1–7 GHz                                 | VHT-OFDM                    | 802.11ac (Wi-Fi 5)           | dicembre 2013         | 5                        | 160                     | Fino a 6 933                                                                                                   | 8                           | DL MU-MIMO OFDM (256-QAM)                                | 35 m (115 ft) | ?                   |
| 1–7 GHz                                 | HE-OFDMA                    | 802.11ax (Wi-Fi 6, Wi-Fi 6E) | maggio 2021           | 2,4 / 5 / 6              | 20                      | Fino a 1 147                                                                                                   | 8                           | UL/DL MU-MIMO OFDMA (1024-QAM)                           | 30 m (98 ft)  | 120 m (390 ft)      |
| 1–7 GHz                                 | HE-OFDMA                    | 802.11ax (Wi-Fi 6, Wi-Fi 6E) | maggio 2021           | 2,4 / 5 / 6              | 40                      | Fino a 2 294                                                                                                   | 8                           | UL/DL MU-MIMO OFDMA (1024-QAM)                           | 30 m (98 ft)  | 120 m (390 ft)      |
| 1–7 GHz                                 | HE-OFDMA                    | 802.11ax (Wi-Fi 6, Wi-Fi 6E) | maggio 2021           | 2,4 / 5 / 6              | 80                      | Fino a 5 500                                                                                                   | 8                           | UL/DL MU-MIMO OFDMA (1024-QAM)                           | 30 m (98 ft)  | 120 m (390 ft)      |
| 1–7 GHz                                 | HE-OFDMA                    | 802.11ax (Wi-Fi 6, Wi-Fi 6E) | maggio 2021           | 2,4 / 5 / 6              | 80+80                   | Fino a 11 000                                                                                                  | 8                           | UL/DL MU-MIMO OFDMA (1024-QAM)                           | 30 m (98 ft)  | 120 m (390 ft)      |
| 1–7 GHz                                 | EHT-OFDMA                   | 802.11be (Wi-Fi 7)           | Sep 2024              | 2,4 / 5 / 6              | 80                      | Fino a 5 764                                                                                                   | 8                           | UL/DL MU-MIMO OFDMA (4096-QAM)                           | 30 m (98 ft)  | 120 m (390 ft)      |
| 1–7 GHz                                 | EHT-OFDMA                   | 802.11be (Wi-Fi 7)           | Sep 2024              | 2,4 / 5 / 6              | 160 (80+80)             | Fino a 11 500                                                                                                  | 8                           | UL/DL MU-MIMO OFDMA (4096-QAM)                           | 30 m (98 ft)  | 120 m (390 ft)      |
| 1–7 GHz                                 | EHT-OFDMA                   | 802.11be (Wi-Fi 7)           | Sep 2024              | 2,4 / 5 / 6              | 240 (160+80)            | Fino a 14 282                                                                                                  | 8                           | UL/DL MU-MIMO OFDMA (4096-QAM)                           | 30 m (98 ft)  | 120 m (390 ft)      |
| 1–7 GHz                                 | EHT-OFDMA                   | 802.11be (Wi-Fi 7)           | Sep 2024              | 2,4 / 5 / 6              | 320 (160+160)           | Fino a 23 059                                                                                                  | 8                           | UL/DL MU-MIMO OFDMA (4096-QAM)                           | 30 m (98 ft)  | 120 m (390 ft)      |
| 1–7 GHz                                 | UHR                         | 802.11bn (Wi-Fi 8)           | maggio 2028           | 2,4 / 5 / 6 42 / 60 / 71 | 320                     | Fino a 100 000 (100 Gbit/s)                                                                                    | 16                          | Multi-link MU-MIMO OFDM (8192-QAM)                       | ?             | ?                   |
| 1–7 GHz                                 | WUR                         | 802.11ba                     | ottobre 2021          | 2,4 / 5                  | 4 / 20                  | 0,0625 / 0,25 (62,5 kbit/s, 250 kbit/s)                                                                        | N.D.                        | OOK (multi-carrier OOK)                                  | ?             | ?                   |
| Onde millimetriche (WiGig)              | DMG                         | 802.11ad                     | dicembre 2012         | 60                       | 2 160 (2,16 GHz)        | Fino a 8 085 (8 Gbit/s)                                                                                        | N.D.                        | OFDM, portante singola, portante singola a bassa potenza | 3,3 m (11 ft) | ?                   |
| Onde millimetriche (WiGig)              | DMG                         | 802.11aj                     | aprile 2018           | 60                       | 1 080                   | Fino a 3 754 (3,75 Gbit/s)                                                                                     | N.D.                        | portante singola, portante singola a bassa potenza       | ?             | ?                   |
| Onde millimetriche (WiGig)              | CMMG                        | 802.11aj                     | aprile 2018           | 45                       | 540, 1 080              | Fino a 15 015 (15 Gbit/s)                                                                                      | 4                           | OFDM, portante singola                                   | ?             | ?                   |
| Onde millimetriche (WiGig)              | EDMG                        | 802.11ay                     | luglio 2021           | 60                       | Fino a 8 640 (8,64 GHz) | Fino a 303 336 (303 Gbit/s)                                                                                    | 8                           | OFDM, portante singola                                   | 10 m (33 ft)  | 100 m (328 ft)      |
| Sub-GHz (IoT)                           | TVHT                        | 802.11af                     | febbraio 2014         | 0,054–0,79               | 6 / 7 / 8               | Fino a 568,9                                                                                                   | 4                           | MIMO-OFDM                                                | ?             | ?                   |
| Sub-GHz (IoT)                           | S1G                         | 802.11ah                     | maggio 2017           | 0,7 / 0,8                | 1–16                    | Fino a 8,67 Gbit/s (@2 MHz)                                                                                    | 4                           | MIMO-OFDM                                                | ?             | ?                   |
| Luce (Li-Fi)                            | LC (VLC/OWC)                | 802.11bb                     | novembre 2023         | 800–1000 nm              | 20                      | Fino a 9,6 Gbit/s                                                                                              | N.D.                        | O-OFDM                                                   | ?             | ?                   |
| Luce (Li-Fi)                            | IR (IrDA)                   | 802.11-1997                  | giugno 1997           | 850–900 nm               | ?                       | 1 / 2 | N.D.                        | PPM                                                      | ?             | ?                   |
| Versioni complete dello standard 802.11 |                             |                              |                       |                          |                         | |                             |                                                          |               |                     |
| Versione                                | Versione                    | Versione                     | Data di pubblicazione | Frequenza (GHz)          | Frequenza (GHz)         | Velocità dati max. (Mbit/s)                                                                                    | Velocità dati max. (Mbit/s) | Modulazione                                              | Modulazione   | Modulazione         |
| 802.11-1997 (802.11 legacy)             | 802.11-1997 (802.11 legacy) | 802.11-1997 (802.11 legacy)  | giugno 1997           | 2,4                      | 2,4                     | Fino a 2 | Fino a 2                    | DSSS                                                     | DSSS          | DSSS                |
| 802.11-2007 (802.11ma)                  | 802.11-2007 (802.11ma)      | 802.11-2007 (802.11ma)       | marzo 2007            | 2,4 / 5                  | 2,4 / 5                 | Fino a 54 | Fino a 54                   | DSSS, OFDM                                               | DSSS, OFDM    | DSSS, OFDM          |
| 802.11-2012 (802.11mb)                  | 802.11-2012 (802.11mb)      | 802.11-2012 (802.11mb)       | marzo 2012            | 2,4 / 5                  | 2,4 / 5                 | Fino a 150 | Fino a 150                  | DSSS, OFDM                                               | DSSS, OFDM    | DSSS, OFDM          |
| 802.11-2016 (802.11mc)                  | 802.11-2016 (802.11mc)      | 802.11-2016 (802.11mc)       | dicembre 2016         | 2,4 / 5 / 60             | 2,4 / 5 / 60            | Fino a 866,7 o 6 757                                                                                           | Fino a 866,7 o 6 757        | DSSS, OFDM                                               | DSSS, OFDM    | DSSS, OFDM          |
| 802.11-2020 (802.11md)                  | 802.11-2020 (802.11md)      | 802.11-2020 (802.11md)       | dicembre 2020         | 2,4 / 5 / 60             | 2,4 / 5 / 60            | Fino a 866,7 o 6 757                                                                                           | Fino a 866,7 o 6 757        | DSSS, OFDM                                               | DSSS, OFDM    | DSSS, OFDM          |
| 802.11-2024 (802.11me)                  | 802.11-2024 (802.11me)      | 802.11-2024 (802.11me)       | settembre 2024        | 2,4 / 5 / 6 / 60         | 2,4 / 5 / 6 / 60        | Fino a 9 608 o 303 336                                                                                         | Fino a 9 608 o 303 336      | DSSS, OFDM                                               | DSSS, OFDM    | DSSS, OFDM          |
| 1. 2. 3. 4. 5. 6. 7. 8. 9.              |                             |                              |                       |                          |                         | |                             |                                                          |               |                     |

### Differenza tra "standard" e "emendamenti"
Nella letteratura tecnica e commerciale, le singole specifiche degli standard IEEE sono chiamate indifferentemente sia "standard" che "emendamenti".
Dal punto di vista dell'IEEE comunque esiste formalmente un solo standard che incorpora tutte le specifiche ed è identificato come "IEEE 802.11" seguito dall'anno di pubblicazione. Ogni nuova versione dello standard annulla e sostituisce le versioni precedenti, per cui al 2025 l'unica versione di standard a cui fare riferimento è la IEEE 802.11-2024. Gli emendamenti sono aggiornamenti specifici, definiti da gruppi di lavoro dedicati (Task Group, TG); sia il gruppo di lavoro che l'emendamento risultante sono identificati tramite il nome dello standard principale ("802.11") seguito da una o due lettere minuscole (es. 802.11a, 802.11be). La lettera minuscola "m" è riservata al gruppo di lavoro che gestisce la manutenzione dello standard complessivo, che consiste sostanzialmente nell'incorporare gli emendamenti approvati dopo la pubblicazione della versione precedente più eventuali correzioni, chiarimenti e ristrutturazioni editoriali.

### 802.11-1997 (802.11 legacy)
La prima versione dello standard 802.11 è stata pubblicata nel 1997 seguita da un'appendice di chiarimenti nel 1999. Questa versione è obsoleta. Le specifiche indicavano velocità di trasmissione comprese tra 1 e 2 Mbit/s con Forward Error Correction. Per il livello fisico erano previste tre tecnologie: infrarosso con velocità a 1 Mbit/s; frequency-hopping spread spectrum a 1 e 2 Mbit/s e Direct Sequence Spread Spectrum (DSSS) a 1 e 2 Mbit/s. Le ultime due tecnologie operavano nel segmento spettrale delle microonde, nella banda ISM a 2,4 GHz. Alcune tecnologie di WLAN precedenti operavano nella stessa banda ma su frequenze più basse (900 MHz).
La 802.11 legacy basata su Direct Sequence Spread Spectrum è stata rapidamente soppiantata e sostituita dalla 802.11b.

#### 802.11a
L'emendamento 802.11a è stato pubblicato nel 1999 e introduce a livello fisico la modulazione OFDM (Orthogonal Frequency Division Multiplexing) nella banda di frequenza a 5 GHz, con una velocità massima di 54 Mbit/s e codice a correzione di errore, con un trasferimento dati effettivo che nella realtà è dell'ordine di 20 Mbit/s. Lo standard ha avuto un'ampia implementazione a livello mondiale, soprattutto nelle reti di tipo aziendale.
Dato che la banda a 2,4 GHz ha un impiego molto elevato e risulta quindi molto affollata, il fatto di operare su una banda più scarica come quella a 5 GHz è un fattore di vantaggio per la 802.11a; di contro, la portata è inferiore rispetto a quella della 802.11b/g: a causa della minore lunghezza d'onda, il segnale della 802.11a viene assorbito più facilmente dai muri e da altri oggetti solidi e quindi ha una capacità di penetrazione inferiore. Inoltre il segnale è più sensibile alle interferenze, ma il minore affollamento della banda a 5 GHz in pratica riduce questa possibilità. 
La velocità massima di trasferimento dati può essere ridotta a 48, 36, 24, 18, 9 o 6 Mbit/s se le interferenze elettromagnetiche lo impongono. Lo standard definisce 12 canali non sovrapposti, 8 dedicati alle comunicazioni interne e 4 per le comunicazioni punto a punto.

#### 802.11b
L'emendamento 802.11b è stato pubblicato anch'esso nel 1999, sostanzialmente in contemporanea con 802.11a, e prevede una velocità di trasferimento grezza massima di 11 Mbit/s, mantenendo CSMA/CA per l'accesso al livello fisico. I primi prodotti che implementavano la 802.11b hanno fatto la loro comparsa sul mercato all'inizio del 2000, dato che 802.11b è un'estensione diretta della tecnica di modulazione definita dallo standard originale. L'aumento significativo della capacità di trasferimento unita alla simultanea riduzione sostanziale dei costi hanno contribuito a rendere l'802.11b la tecnologia WLAN preferita.
I dispositivi che usano 802.11b sono soggetti a interferenza da parte di altri prodotti che lavorano sulla stessa banda a 2,4 GHz (forni a microonde, dispositivi Bluetooth, sistemi di monitoraggio dei neonati, telefoni cordless e alcuni apparati per radioamatori). In quanto trasmettettori senza bisogno di licenza nella banda ISM, devono a loro volta evitare di generare interferenze e devono essere tolleranti rispetto alle interferenze da parte di altri utilizzatori della banda.

#### 802.11g
Nel giugno del 2003, con questo emendamento viene ratificato come standard un ulteriore schema di trasmissione. La banda di frequenza è la stessa dell'802.11b (2,4 GHz) ma per la modulazione si usa l'OFDM come previsto da 802.11a. A livello fisico, la bit rate massima è 54 Mbit/s senza tener conto dei codici di correzione di errore, il che si traduce in una velocità di trasferimento media di 22 Mbit/s. L'hardware utilizzato deve essere totalmente compatibile all'indietro con quello dell'802.1b e questo comporta che il throughput risultante è ridotto all'incirca del 21% rispetto a quello della 802.1a.
Lo standard fu adottato rapidamente dal mercato a partire già da gennaio 2003, ancor prima della sua approvazione definitiva, a causa sia della domanda per velocità di trasferimento più elevate che della riduzione nei costi di fabbricazione. Già nell'estate 2003, la maggior parte dei dispositivi dual band 802.11a/b divenne di tipo tri-band, con una singola scheda in grado di gestire contemporaneamente 802.11b e g, anche se l'attività di un utente su 802.11b riduce la velocità dell'intera rete 802.11g. Analogamente ai dispositivi 802.11b, anche quelli 802.11g sono soggetti a problemi di interferenza da parte di altri apparati che operano nella banda a 2,4 GHz.

### 802.11-2007
Nel 2003 il gruppo di lavoro di manutenzione della IEEE 802.11 (TGma) è stato autorizzato a produrre una nuova edizione della normativa tenendo conto degli emendamenti successivi al 1997. La nuova edizione dello standard, identificata come REVma o 802.11ma (Maintenance a), è un unico documento che incorpora nello standard base otto emendamenti (802.11a, b, d, e, f, g, h, i, j). La nuova versione dello standard è stata approvata l'8 marzo 2007 e il nuovo standard di base identificato come 802.11-2007.

#### 802.11n (Wi-Fi 4)
L'emendamento 802.11n introduce miglioramenti significativi rispetto agli standard precedenti; la prima bozza è stata pubblicata nel 2006 mentre la versione definitiva dello standard è stata approvata l'11 settembre 2009 e la pubblicazione è avvenuta il 29 ottobre 2009.
802.11n introduce la possibilità di utilizzare antenne MIMO (multiple-input multiple-output), in modo da poter aggregare insieme più flussi di traffico aumentando così il throughput risultante. La specifica 802.11n prevede la possibilità di operare sia nella banda a 2,4 GHz che, opzionalmente, anche nella banda a 5 GHz, con una bit rate che va da 54 Mbit/s fino a 600 Mbit/s.
La Wi-Fi Alliance ha identificato retroattivamente questo standard come Wi-Fi 4 e ha iniziato a certificare i dispositivi come "conformi alla 802.11n" già sulla base della bozza del 2007, quindi ancor prima della ratifica dello standard, consentendo alle aziende di anticipare la migrazione verso il nuovo standard. Solo i primi esemplari di schede prodotte da Intel non sono risultati alla fine conformi con lo standard.

#### 802.11p
L'emendamento 802.11p definisce il protocollo di comunicazione wireless tra veicoli (wireless access in vehicular environments, WAVE) ed estende lo standard 802.11 alle applicazioni di tipo Intelligent transportation system (ITS). La comunicazione utilizza la banda a 5,9 GHz su canali da 10 MHz che, avendo un'ampiezza di banda dimezzata rispetto alle normali comunicazioni Wi-Fi, raddoppia anche il tempo di trasmissione dei simboli; questo consente di diminuire gli effetti dell'eco generata dalla riflessione del segnale su oggetti in movimento. Lo standard consente sia la comunicazione tra veicoli in movimento ad alta velocità che tra veicoli in movimento e l'infrastruttura terrestre ed elimina il ricorso all'SSID: le stazioni dell'infrastruttura sono caratterizzate da un identificativo jolly convenzionale (tutti "F" espresso in esadecimale), il che preclude la possibilità di autenticazione a livello MAC, demandando la gestione dell'accesso sicuro agli strati più alti della comunicazione protocollare (non coperti dalla 802.11). Inoltre, il protocollo consente di sincronizzare con precisione tutti i nodi della rete 802.11p sullo stesso riferimento temporale (UTC). Lo standard 802.11p è alla base anche della corrispondente normativa europea ETSI ITS-G5.

### 802.11-2012
A maggio 2007, il gruppo di lavoro di manutenzione (TGmb) ha ricevuto da IEEE il via libera per incorporare nella specifica generale del 2007 un secondo insieme di emendamenti, identificato come REVmb o 802.11mb (Maintenance b). Entrano a far parte dello standard generale dieci emendamenti (802.1k, r, y, n, w, p, z, v, u, s) e viene effettuata inoltre una revisione generale, che ha portato a riordinare e rinumerare molte delle clausole. Pubblicata il 29 marzo 2012, questa nuova revisione viene identificata come IEEE 802.11-2012.

#### 802.11ac (Wi-Fi 5)
L'802.11ac è un emendamento basato su 802.11n, pubblicato a dicembre 2013 e successivamente etichettato da Wi-Fi Alliance come Wi-Fi 5.
Rispetto alla 802.11n, i canali nella banda a 5 GHz hanno una larghezza spettrale più ampia (80 o 160 MHz contro 40 MHz), i flussi spaziali possono arrivare fino a otto (contro i quattro della 802.11n), la modulazione può arrivare fino a 256 QAM (invece di 64 QAM) e viene introdotta la tecnologia MU-MIMO. Il risultato è una velocità di trasferimento dati aggregata che può arrivare fino al limite teorico di 6,93 Gbit/s su flussi aggregati, con stream di livello fisico che possono arrivare individualmente fino a 1,73 Gbit/s.
Per la certificazione commerciale della 802.11ac, Wi-Fi Alliance ha definito due fasi temporali separate, denominate "Wave 1" e "Wave 2". Nella prima fase, iniziata a metà del 2013, i prodotti venivano certificati sulla base di una versione preliminare dello standard (802.11ac Draft 3.0). La seconda fase è iniziata nel 2016, sulla base dello standard consolidato, per la certificazione di prodotti di capacità e ampiezza di banda superiori rispetto a quelli della Wave 1; in particolare, la certificazione della Wave 2 prevede la funzionalità MU-MIMO, il supporto dei canali da 160 MHz, un maggior numero di canali nella banda a 5 GHz e quattro flussi spaziali su quattro antenne.

#### 802.11ad (WiGig)
L'emendamento IEEE 802.11ad definisce un nuovo livello fisico per le operazioni nello spettro millimetrico alla frequenza di 60 GHz. Le caratteristiche di propagazione in questa fascia dello spettro sono notevolmente diverse rispetto alle bande a 2,4 GHz e 5 GHz usate normalmente per il Wi-Fi. I dispositivi che implementano lo standard 802.11ad sono commercializzati con il logo WiGig, secondo un programma di certificazione definito da Wi-Fi Alliance. La velocità di trasmissione di picco è pari a 7 Gbit/s. Lo standard WiGig è stato pubblicato e aggiunto alla famiglia IEEE 802.11 a dicembre 2012, dopo esser stato annunciato nel 2009.
Il protocollo IEEE 802.11ad si usa per trasmissione dati ad altissima velocità e per comunicazioni a cortissimo raggio (tra 1 e 10 metri).
A gennaio 2016 TP-Link ha annunciato il primo router al mondo che supporta 802.11ad.

#### 802.11af
L'emendamento IEEE 802.11af, spesso indicato anche come White-Fi o Super Wi-Fi, è stato approvato a febbraio 2014 e definisce l'utilizzo delle WLAN nelle bande televisive VHF e UHF per le frequenze comprese tra i 54 e i 790 MHz, ovvero le "frequenze bianche" in precedenza utilizzate per trasmissioni radiotelevisive e che sono state liberate anche per questo scopo. Per la trasmissione su queste frequenze, lo standard prevede tecniche di radio cognitiva e misure per limitare le interferenze sulle utenze primarie (TV analogica e/o digitale e microfoni senza fili). I punti di accesso e le stazioni determinano la loro posizione tramite sistemi satellitari come il GPS e utilizzano un collegamento a Internet per interrogare un database di geolocalizzazione (geolocalization database, GDB), gestito da enti di regolazione regionali, per scoprire quali frequenze sono disponibili per l'uso in un determinato momento e posizione. Il livello fisico utilizza la modulazione OFDM ed è basato su 802.11ac.
Nelle bande VHF e UHF le perdite di propagazione e l'attenuazione legata a materiali come mattoni e cemento sono inferiori rispetto alle bande a 2,4 e 5 Ghz, il che ne aumenta la portata. I canali utilizzati hanno un'ampiezza compresa tra 6 e 8 MHz, a seconda delle normative locali, ed è possibile aggregare insieme fino a quattro canali in uno o due blocchi contigui. È possibile sfruttare la tecnologia MIMO fino a quattro flussi utilizzabili sia per la modalità multi-utente (MU) che per la codifica space–time block code (STBC). Per ogni flusso spaziale, il trasferimento dati arriva a 26,7 Mbit/s per i canali da 6 e 7 MHz e a 35,6 Mbit/s per quelli a 8 MHz. Aggregando quattro flussi spaziali e quattro canali, si ottiene una rate dati massima di 426,7 Mbit/s sui canali a 6 e 7 MHz e di 568,9 Mbit/s per quelli a 8 MHz.

### 802.11-2016
IEEE 802.11-2016, nota anche come IEEE 802.11 REVmc, è la quarta versione dello standard completo, successiva alla IEEE 802.11-2012, e ingloba cinque emendamenti (11ae, 11aa, 11ad, 11ac, 11af). Oltre a questo, lo standard rimuove o marca come "in fase di rimozione" le funzionalità obsolete e introduce miglioramenti nelle funzioni dei livelli PHY e MAC. In particolare, viene aggiunto il supporto del Wi-Fi Round Trip Time (Wi-Fi RTT), che consente a un dispositivo di misurare la distanza dagli access point Wi-Fi e determinare la posizione con una precisione di 1-2 metri misurando il ritardo nel round trip. Questa metodologia consente precisioni superiori rispetto alla triangolazione basata sulla potenza del segnale ricevuto (Received Signal Strength Indicator, RSSI). 
Come per la revisione precedente, anche in questo caso alcune clausole e appendici sono state riorganizzate e rinumerate.

#### 802.11ah
L'emendamento IEEE 802.11ah, pubblicato nel 2017, definisce una rete WLAN che lavora in banda libera su frequenze inferiori a 1 GHz (Sub-1 GHz). Grazie alle caratteristiche di propagazione favorevoli tipiche delle basse frequenze, l'802.11ah ha una portata di trasmissione migliore rispetto alle WLAN tradizionali basate sui 2,4 e 5 GHz. L'802.11ah trova diversi tipi di impiego, che comprendono le reti di sensori su larga scala, hotspot a largo raggio e Wi-Fi all'aperto a supporto del traffico cellulare in zone in cui la banda disponibile è relativamente ridotta. I consumi associati a questo protocollo sono confrontabili con quelli del Bluetooth a basso consumo, rispetto al quale ha in più una portata molto più estesa.

#### 802.11aj
L'emendamento IEEE 802.11aj, noto anche come "onde millimetriche cinesi" (China Millimeter Wave, CMMW), è una variante derivata dall'802.11ad che definisce l'utilizzo nella banda di spettro libera a 45 GHz disponibile in alcune zone del mondo, in particolare in Cina; l'emendamento inoltre definisce capacità aggiuntive per l'impiego nella banda a 60 GHz.

### 802.11-2020
IEEE 802.11-2020, nota anche come IEEE 802.11 REVmd, è la quinta versione dello standard completo. Si basa sulla precedente IEEE 802.11-2016 a cui incorpora cinque emendamenti (IEEE 802.11ai, 11ah, 11aj, 11ak e 11aq). Oltre a questo, lo standard rimuove o marca come "in fase di rimozione" le funzionalità obsolete e introduce miglioramenti nelle funzioni dei livelli PHY e MAC e sono state aggiunte alcune clausole e appendici.

#### 802.11ax (Wi-Fi 6)
L'emendamento IEEE 802.11ax, approvato il 9 febbraio 2021, è l'evoluzione dell'802.11ac e Wi-Fi Alliance lo ha presentato sul mercato come Wi-Fi 6 (per operazioni a 2,4 GHz e 5 GHz) e Wi-Fi 6E (per operazioni a 6 GHz) o High Efficiency Wi-Fi per il miglioramento complessivo apportato ai client Wi-Fi 6 in ambienti ad alta densità di utenze.
Se si considera una connessione singola (utenza individuale), rispetto a 802.11ac il miglioramento massimo nella bit rate a livello fisico è solo del 39% (2402 Mbit/s contro 1733,3 Mbit/s sui canali da 160 MHz). A titolo di confronto, 802.11ac aveva apportato un miglioramento di quasi il 500% rispetto alla 802.11n (1733,3 Mbit/s sui canali da 160 MHz contro 300 Mbit/s sui canali da 40 MHz) che diventa il 1100% se si considera che nella pratica l'impiego maggiore della 802.11n è sui canali da 20 MHz, dove la data rate è di 144,4 Mbit/s. Nonostante il miglioramento percentuale appaia relativamente limitato, l'obiettivo era comunque fornire un throughput per unità di superficie quadruplo rispetto all'802.11ac. Questo obiettivo è motivato dalla necessità di realizzare WLAN in ambienti ad alta densità di utenti, come gli uffici aziendali, i centri commerciali e le unità abitative ad alta popolazione. Il miglioramento è ottenuto grazie al fatto che questo emendamento introduce per la prima volta nelle reti Wi-Fi la modulazione OFDMA, che è tipica delle reti cellulari.
In questo standard sono integrate le tecnologie MU-MIMO e TWT (Target Wake Time).

#### 802.11ay (WiGig 2)
Questo emendamento, noto anche come WiGig 2, è di fatto un'estensione della 802.11ad alla banda a 60 GHz, nella regione di spettro delle onde millimetriche, con l'innesto di tecniche di modulazione e trasmissione avanzate. Lo standard è stato approvato il 25 marzo 2021 e pubblicato il 28 luglio successivo e prevede una velocità di trasmissione di picco minima di 20 Gbit/s anche se è possibile arrivare tramite tecniche di aggregazione di canali e MU-MIMO a rate superiori ai 100 Gbit/s (fino a 176 Gbit/s aggregando quattro canali e quattro flussi MIMO). Gli schemi di modulazione arrivano fino a 256-QAM e la portata è estesa fino a 300-500 m.

#### 802.11bb
L'emendamento 802.11bb, approvato il 5 giugno 2023 e pubblicato il 10 novembre successivo, definisce le caratteristiche di interoperabilità per dispositivi Li-Fi. Lo standard descrive l'uso della luce nella gamma di spettro del vicino infrarosso, per lunghezze d'onda comprese tra 800 e 1000 nm e una rate di trasferimento dati compresa tra 10 Mbit/s e 9,6 Gbit/s, offrendo così maggior velocità rispetto al Wi-Fi. 

### 802.11-2024
IEEE 802.11-2024, nota anche come IEEE 802.11 REVme, è la sesta versione dello standard completo. Si basa sulla precedente IEEE 802.11-2020 a cui incorpora otto emendamenti (IEEE 802.11ax, 11ay, 11az, 11ba, 11bb, 11bc, 11bd e 11bf). Lo standard è stato approvato il 26 settembre 2024 e pubblicato il 28 aprile 2025.

#### 802.11be (Wi-Fi 7)
Lo standard, certificato dall'IEEE a cavallo tra il 2018 ed il 2019, è stato pubblicato nel 2024 e consente velocità di trasferimento dati teoriche fino a 46 Gb/s, usando le frequenze a 2,4/5/6 GHz, modulazione estesa fino a 4096-QAM e CMU-MIMO (coordinated multiuser MIMO, MIMO multiutente coordinato).

## Generazioni

Logo Wi-Fi utilizzato per identificare apparati radio che adottano gli standard 802.11x

A partire dal 2018, il consorzio Wi-Fi Alliance, che si occupa anche della certificazione industriale, ha introdotto uno schema di numerazione semplificato per indicare i protocolli 802.11 utilizzati pubblicamente dai dispositivi wireless. Le generazioni Wi-Fi dalla 1 alla 8 fanno riferimento in sequenza ai protocolli 802.11b, 802.11a, 802.11g, 802.11n, 802.11ac, 802.11ax, 802.11be and 802.11bn.
| Gen.     | Logo | Standard IEEE   | Anno            | Velocità (Mbit/s) | Freq. (GHz) |
| -------- | ---- | --------------- | --------------- | ----------------- | ----------- |
| Wi-Fi    | —    | 802.11 (legacy) | 1997            | 1–2               | 2,4         |
| Wi-Fi 1  | —    | 802.11b         | 1999            | 1–11              | 2,4         |
| Wi-Fi 2  | —    | 802.11a         | 1999            | 6–54              | 5           |
| Wi-Fi 3  | —    | 802.11g         | 2003            | 6–54              | 2,4         |
| Wi-Fi 4  |      | 802.11n         | 2009            | 6,5–600           | 2,4 / 5     |
| Wi-Fi 5  |      | 802.11ac        | 2013            | 6,5–6 933         | 5           |
| Wi-Fi 6  |      | 802.11ax        | 2021            | 0,4–9 608         | 2,4 / 5     |
| Wi-Fi 6E | 6    | 802.11ax        | 2021            | 0,4–9 608         |             |
| Wi-Fi 7  |      | 802.11be        | 2024            | 0.4–23 059        | 2,4 / 5 / 6 |
| Wi-Fi 8  | —    | 802.11bn        | 2028 (previsto) | 100 000           | 2,4 / 5 / 6 |

## Calcolo delthroughput

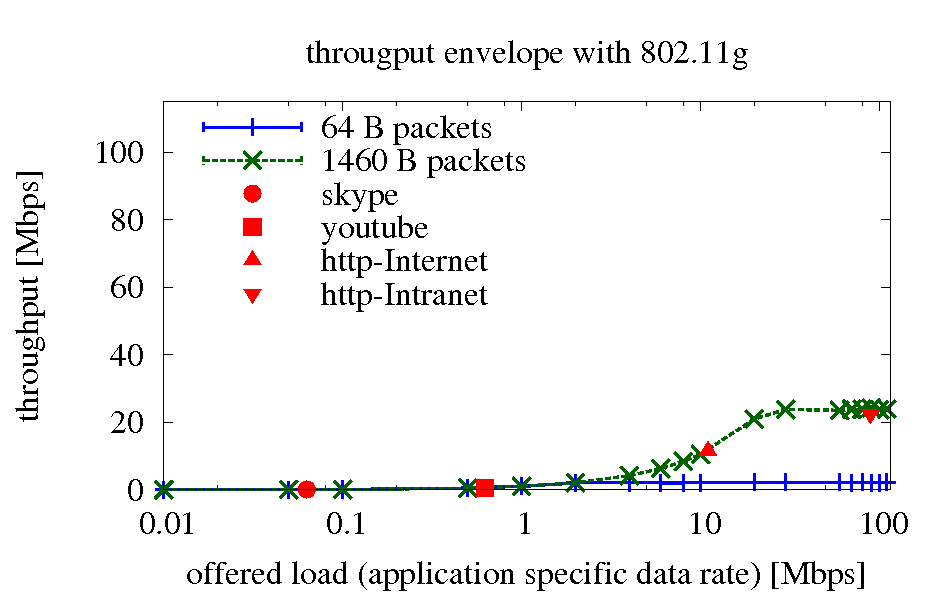
Curva delle prestazioni su applicazioni Wi‑Fi (a livello UDP) con la 802.11g a - 1 Mbps = 1 Mbit/s.

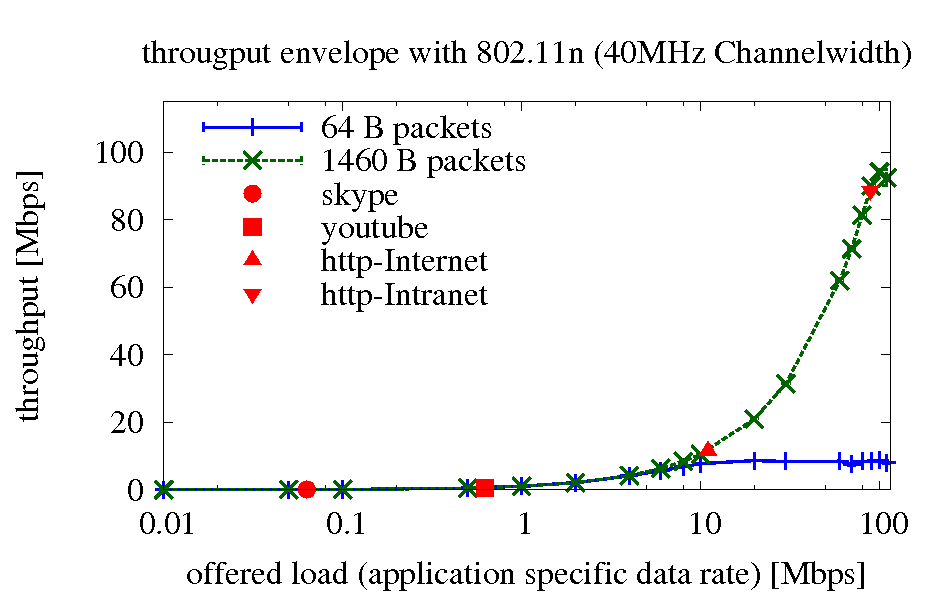
Curva delle prestazioni su applicazioni Wi‑Fi (a livello UDP) con la 802.11n a su canale da

In tutte le varianti della 802.11, i valori del throughput massimo ottenibile sono calcolati o sulla base di misure in condizioni ideali o sulla base del solo trasferimento di dati a livello 2 (MAC). Tuttavia, questo non rispecchia le condizioni delle implementazioni tipiche, in cui il trasferimento dei dati avviene tra due punti di cui uno è collegato direttamente a una infrastruttura cablata e l'altro è collegato a una infrastruttura tramite collegamento wireless: in questa situazione, i pacchetti di dati nella tratta wireless usano un canale 802.11 (WLAN) per essere poi convertiti in pacchetti 802.3 (Ethernet) nella tratta cablata – e viceversa. A causa della differenza della lunghezza dei pacchetti tra le due tratte (in particolare nell'header), la velocità di trasferimento dati effettiva è condizionata dalla dimensione del pacchetto applicativo. Le applicazioni che usano pacchetti relativamente piccoli, come ad esempio VoIP, generano flussi di dati ad elevato overhead, che si traduce in una bassa quantità di dati utili, con l'effetto finale di un throughput complessivo ridotto. 
Altri fattori che influenzano la data rate complessiva sono la velocità a cui l'applicazione invia i pacchetti (la data rate applicativa) e la potenza con cui il segnale Wi-Fi viene ricevuto. Quest'ultima è funzione della distanza e della potenza in uscita fornita dai dispositivi utilizzati.
I grafici a lato mostrano le misure di throughput a livello di UDP che tengono conto di questi fattori. Ogni grafico rappresenta la media di 25 misure (la fascia di errore è pressoché invisibile a causa delle ridotte variazioni). A ogni curva corrisponde una dimensione specifica di pacchetti (piccoli o grandi) e una data rate specifica (10 Kbit/s – 100 Mbit/s) e sono indicati anche i marcatori dei profili di traffico di applicazioni comuni. I grafici sono stati generati in condizione di assenza di errori nei pacchetti, che, se presenti, ridurrebbero ulteriormente la rate risultante.

## Canali e compatibilità internazionale

### Generalità
Per quanto riguarda il livello fisico, IEEE 802.11 prevede un'ampia varietà di frequenze, quasi sempre nelle porzioni di spettro che non richiedono licenze, che variano dagli 860–900 MHz (802.11ah) fino ai 60 GHz (802.11ad/aj/ay).
Ogni banda è ulteriormente suddivisa in canali la cui ampiezza può variare da 1 MHz (802.11ah) fino a 8,64 GHz (802.11ay), ampiezze raggiungibili anche tramite tecniche di aggregazione di più canali. Maggiore è l'ampiezza del canale, maggiore è la quantità di informazione trasferibile per unità di tempo; questo implica che di conseguenza tipicamente aumenta anche il throughput teorico che si può raggiungere.
Dato che l'utilizzo delle frequenze per trasmissioni radio è sottoposto a legislazioni e normative di carattere locale, lo standard tenta di definire le caratteristiche dei canali in modo che la compatibilità a livello internazionale sia la più ampia possibile, limitando al minimo le eccezioni. Le bande per cui la compatibilità internazionale è maggiore sono quelle a 2,4, 5, 6 e 60 GHz, nonché la banda a 5,9 GHz per le applicazioni wireless veicolari (Wireless Access in Vehicular Environments, WAVE). 
Per tenere conto di alcune specificità nazionali non applicabili altrove, sono stati definiti inoltre emendamenti dedicati: 
- 802.11y regola le frequenze nella banda a 3,65 GHz specifica per gli Stati Uniti d'America
- 802.11j regola le frequenze nella banda a 4,9–5 GHz specifiche per il Giappone e per gli enti di pubblica sicurezza statunitensi
- 802.11aj regola le frequenze nelle bande a 45 e 60 GHz specifiche per la Cina

### Banda a 2,4 GHz
La banda a 2,4 GHz è suddivisa in 14 canali di ampiezza pari a 22 MHz per il protocollo 802.11b e a 20 MHz per i protocolli 802.11g/n/ax/be. Il protocollo 802.11n consente di utilizzare in questa banda anche canali a 40 MHz tramite l'aggregazione di due canali base. 

Rappresentazione grafica dei canali WiFi nella banda a.

I canali della banda da 2,4 GHz sono parzialmente sovrapposti tra loro in frequenza, quindi tra due canali consecutivi esiste una forte interferenza. Per questo motivo, non è consigliabile utilizzare i canali da 40 MHz in questa banda, perché dovendo utilizzare due canali non sovrapposti, aumenta anche la probabilità complessiva di interferenze con i canali adiacenti. L'unico canale che non si sovrappone agli altri è il 14, ma l'uso di questo canale è autorizzato solo in Giappone con una licenza speciale.
Per evitare interferenze con altre utenze wireless o altri dispositivi vicini, occorre analizzare l'occupazione dello spettro, per esempio con programmi appositi, e attenersi alla regola di scegliere un canale distante almeno tre canali vuoti da quelli impegnati (ad esempio, uno tra 1, 6 e 11) o comunque quello con il minor numero di punti di accesso attivi. Negli Stati Uniti sono autorizzati solo i canali da 1 a 11, per cui l'unica "terna" senza sovrapposizioni è quella costituita dai canali 1, 6 e 11. Per l'Europa sono autorizzati i canali da 1 a 13, per cui sono possibili anche le "terne" 2, 7 e 12 e 3, 8 e 13.

### Banda a 5 GHz
La banda a 5 GHz, prevista dalle normative 802.11a/h/n/ac/ax/be, è in realtà costituita da due sottobande: una che occupa la porzione di spettro tra 5,150 e 5,350 GHz e l'altra quella tra 5,470 e 5,850 GHz. Le sottobande sono entrambe suddivise in canali base non sovrapposti da 20 MHz di ampiezza, per un totale di 31 canali numerati a multipli di quattro, partendo dal numero 32; in questo modo il canale 32 è adiacente al canale 36, il 36 al 40 e così via. Questi possono essere ulteriormente aggregati a gruppi di 2, 4 e 8, purché su canali base adiacenti, per formare canali più ampi rispettivamente da 40, 80 e 160 MHz. I canali aggregati sono identificati a loro volta con un numero intermedio rispetto ai canali componenti (es. il canale 38, ampio 40 MHz è l'aggregazione dei canali base 36 e 40). Con questo sistema, il numero del canale veicola al tempo stesso l'informazione relativa alla sua frequenza centrale e alla sua ampiezza. 
In Europa, l'ETSI autorizza l'impiego soltanto per i primi 22 canali (da 32 a 68 nella prima sottobanda e da 96 a 140 nella seconda) mentre per gli Stati Uniti la FCC autorizza trenta canali, escludendo solo il canale 32 (il primo della prima sottobanda).

### Banda a 6 GHz
La banda a 6 GHz, definita nelle normative 802.11ax e 802.11be, è costituita dall'unione delle bande U-NII-5, U-NII-6, U-NII-7 e U-NII-8 come definite dalla FCC. In Europa, la CEPT ha autorizzato l'impiego solo per la banda corrispondente a U-NII-5 (da 5 945 a 6425 GHz), mentre per il resto del mondo sono a disposizione anche le altre bande, fino alla frequenza di 7125 GHz, anche se l'uso effettivo si ferma a 7105 GHz. 
Come nel caso della banda a 5 GHz, il canale base è ampio 20 MHz ma è possibile aggregare 2, 4, 8 e 16 canali adiacenti, formando canali da 40, 80, 160 e 320 MHz. La numerazione dei canali base parte da 1 e segue lo stesso schema usato per la banda a 5 GHz per cui i canali base {\displaystyle x} e {\displaystyle x+4} sono in realtà canali adiacenti e le numerazioni intermedie identificano canali aggregati. Anche in questo caso, il numero del canale veicola al tempo stesso l'informazione relativa alla sua frequenza centrale e alla sua ampiezza. 

### Banda a 60 GHz
La banda a 60 GHz, prevista nelle normative 802.11ad, 802.11aj e 802.11ay, cade nella fascia di spettro delle onde millimetriche compresa tra 57,24 e 74,52 GHz e prevede diverse ampiezze di canale, tutte multiple di 1,08 GHz, fino a 8,64 GHz. Sono previsti otto canali da 2,16 GHz, numerati da 1 a 8; sette canali aggregati da 4,32 GHz, numerati da 9 a 15; sei canali aggregati da 6,48 GHz, numerati da 17 a 22; cinque canali aggregati da 8,64 GHz, numerati da 25 a 29, e infine otto canali a 1,08 GHz, numerati da 33 a 40.

## Frame MAC 802.11

### Struttura generale
Un frame 802.11, come descritto nella figura, è composto da tre parti:
- un header (intestazione) contenente informazioni di controllo
- un body (corpo) contenente il contenuto informativo vero e proprio (i dati)
- un trailer (coda) contenente la Frame Check Sequence di controllo dell'integrità e correttezza dell'intero frame

In particolare, l'header del frame 802.11 include fino a nove campi. I primi tre sono sempre presenti in tutti i tipi di frame, mentre gli altri possono essere presenti o no a seconda del tipo di frame o di applicazione a livello PHY/MAC.
I campi sempre presenti sono:
- Frame Control (2 byte): caratterizza la tipologia del frame: gestione (management), controllo (control) o dati e la specifica caratterizzazione all'interno del tipo generale (es. frame di management di tipo Association Request). Contiene inoltre altre informazioni per la gestione generale (es. se il frame proviene o è destinato al Distribution System, ossia al di fuori della cella wireless; se i dati nel frame sono criptati o no; se il frame è la ritrasmissione di un frame già trasmesso in precedenza eccetera)
- Duration/ID (2 byte): a seconda del tipo di pacchetto, può indicare l'intervallo di tempo per il quale riservare il canale oppure viene usato per convogliare l'Association ID (AID)
- Address 1 (6 byte): contiene sempre l'indirizzo del ricevitore wireless (Receiver Address, RA), inteso come il dispositivo destinatario del frame

Gli altri campi sono:
- Address 2 (6 byte): contiene l'indirizzo del trasmettitore wireless (Transmitter Address, TA), inteso come il dispositivo mittente del frame
- Address 3 (6 byte): contiene l'indirizzo del destinatario finale (Destination Address, DA) o del mittente iniziale (Source Address, SA) se questo è al di fuori della rete wireless e l'AP agisce solo come proxy
- Sequence Control (2 byte): consente di gestire lunghe sequenze di dati distribuite su più frame o su frame frammentati, indicando a quale punto della sequenza appartiene il singolo frame
- Address 4 (6 byte): è presente solo quando due AP si scambiano direttamente frame su rete wireless e contiene il SA/DA
- QoS Control (2 byte): contiene i dati che caratterizzano il livello di Quality of Service di un frame
- HT Control (4 byte): contiene le informazioni per gestire l'aggregazione di due o più canali

I due byte del frame control sono a loro volta suddivisi nei seguenti sottocampi:
- Protocol version (2 bit): indicatore della versione del protocollo 802.11, fissa al valore "00". Il valore potrebbe cambiare se, in futuro, verrà definita una nuova versione di protocollo parzialmente o totalmente incompatibile con quella attuale.
- Type (2 bit): tipo generale del frame 
00: frame di tipo management (gestione)
01: frame di tipo control (controllo)
10: frame di tipo dati
- Subtype (4 bit): specializzazione del tipo di frame nel contesto del tipo generale
- To DS (1 bit): al valore "1", indica che il contenuto del frame va inoltrato verso il distribution system
- From DS (1 bit): al valore "1", indica che il contenuto del frame proviene dal distribution system
- More fragments (1 bit): al valore "1" indica che il contenuto del frame è stato frazionato su più frame
- Retry (1 bit): al valore "1" indica che il frame è la ritrasmissione di un frame già trasmesso in precedenza
- Power management (1 bit): indica se la stazione dopo la trasmissione del frame entra nello stato di Power Save ("1") o rimane nello stato  Active ("0")
- More data (1 bit): al valore "1" indica che ci sono molti frame indirizzati alla stazione
- Protected Frame (1 bit): al valore "1" indica che il contenuto informativo è criptato
- Order (1 bit): al valore "1" indica che l'ordine di trasmissione/ricezione dei frame deve essere mantenuto

#### Frame di tipomanagement
I frame di tipo management sono utilizzati per la gestione della connessione tra stazioni e AP. Lo standard prevede tredici sotto-tipi, codificati dal campo subtype del frame control:
| Codifica binaria | Tipo                                    | Funzione                                                            |
| ---------------- | --------------------------------------- | ------------------------------------------------------------------- |
| 0000             | Association Request                     | Richiesta di associazione                                           |
| 0001             | Association Response                    | Risposta all'associazione                                           |
| 0010             | Reassociation Request                   | Richiesta di riassociazione                                         |
| 0011             | Reassociation Response                  | Risposta alla riassociazione                                        |
| 0100             | Probe request                           | Scansione degli AP disponibili da parte della stazione              |
| 0101             | Probe response                          | Risposta dell'AP alla scansione                                     |
| 1000             | Beacon                                  | Trasmissione delle caratteristiche dell'AP alle stazioni in ascolto |
| 1001             | Announcement Traffic Indication Message | Controllo del Power Management                                      |
| 1010             | Disassociation                          | Disassociazione                                                     |
| 1011             | Authentication                          | Autenticazione                                                      |
| 1100             | Deauthentication                        | Deautenticazione                                                    |
| 1101             | Action                                  | Azione che richiede riscontro (acknowledge)                         |
| 1110             | Action No Ack                           | Azione che non richiede riscontro                                   |

#### Frame di tipocontrol
I frame di tipo control sono privi di dati (sono composti solo da header e trailer) e sono utilizzati per agevolare lo scambio di dati tra gli elementi della rete wireless. Lo standard prevede dieci sotto-tipi, codificati dal campo subtype del frame control:
| Codifica binaria | Tipo              | Funzione |
| ---------------- | ----------------- | --- |
| da 0000 a 0110   | Reserved          | Riservate per usi futuri/speciali |
| 0111             | Control Wrapper   | Aggiunta del campo di controllo per High Throughput (HT)                                                                             |
| 1000             | Block ACK Request | Richiesta di un unico riscontro cumulativo (Acknowledge) per un intero blocco di frame                                               |
| 1001             | Block ACK         | Riscontro cumulativo unico per un intero blocco di frame                                                                             |
| 1010             | PS-Poll           | In modalità "Power-Save", usata dalle stazioni per richiedere all'AP l'invio di frame unicast eventualmente tenuti in memoria        |
| 1011             | RTS               | Request to Send messaggio con cui un dispositivo comunica quanto durano i frame che vuole inviare                                    |
| 1100             | CTS               | Clear to Send messaggio con cui un dispositivo abilita un altro a trasmettere dopo che è stato inviato RTS                           |
| 1101             | ACK               | Messaggio di riscontro (acknowledge) della corretta ricezione di un frame o dell'avvenuto compimento di un'azione                    |
| 1110             | CF-End            | Contention Free-End inviato dall'AP a una stazione per segnalare l'assenza di conflitti in trasmissione                              |
| 1111             | CF-End & CF-ACK   | Contention Free-End & Contention Free-ACK segnala la fine del periodo di assenza di conflitti e il riscontro dell'avvenuta ricezione |

## Sicurezza
In termini di sicurezza, per la crittografia dei messaggi fin dalla versione originale era previsto solo il meccanismo WEP, definito nella IEEE 802.11b.
Nel 2001 un gruppo dell'università di Berkeley presentò un lavoro dove descriveva le falle di sicurezza del protocollo 802.11.
Questo gruppo si concentrò sull'algoritmo di cifratura utilizzato dal WEP (RC4), che nell'implementazione scelta per lo standard 802.11 era molto debole e facilmente forzabile. In particolare, lo studio indicava in quali modi fosse teoricamente possibile aggirare il sistema di crittografia e quindi accedere ai dati usando frame dati costruiti in modo opportuno. Nel 2003, un altro gruppo di studio realizzò l'attacco anche nella pratica, riuscendo ad intercettare le trasmissioni e a collegarsi alla rete senza autorizzazione.
IEEE decise di affrontare il problema, con l'emendamento IEEE 802.11i. Come soluzione pratica temporanea, il consorzio Wi-Fi Alliance nel 2003 si basò su una bozza della 802.11i, prima della sua approvazione finale, per anticipare una soluzione che fosse anche retro-compatibile con i dispositivi il cui hardware era concepito solo per il WEP. Venne così definita la prima versione del Wi-Fi Protected Access (WPA), che, pur irrobustendo alcuni meccanismi, mantiene una cifratura a flusso RC4. Questa versione è in grado di interoperare con la versione definitiva dello standard.
L'algoritmo finale definito da 802.11i, noto anche come WPA2, abbandona la cifratura a flusso a favore della cifratura a blocchi Advanced Encryption Standard (AES), introducendo anche meccanismi più robusti di autenticazione, scambio e rigenerazione delle chiavi crittografiche.
Tuttavia, anche il meccanismo previsto da WPA2 presenta una debolezza intrinseca. Lo scambio di messaggi iniziale usato per generare le chiavi crittografiche individuali per la comunicazione diretta tra una stazione e l'Access Point si è infatti dimostrato vulnerabile agli attacchi di tipo KRACK (Key Reinstallation AttaCK, attacco tramite reinstallazione della chiave), scoperto nel 2016 e dettagliato nel 2017. Questo tipo di attacco consente, tramite tecniche simili alla forza bruta, di rendere via via sempre più leggibile il contenuto che dovrebbe essere cifrato attraverso la reinizializzazione ripetuta di alcuni parametri usati per generare le chiavi.
Per mitigare il rischio di questo tipo di vulnerabilità, senza tuttavia azzerarne la probabilità, il consorzio Wi-Fi Alliance ha definito WPA3, il cui supporto è stato indicato come obbligatorio nella normativa IEEE 802.11ax per le frequenze a 6 GHz.

## Elenco degli standard ed emendamenti
Questi sono gli standard approvati da IEEE a giugno 2025:
- IEEE 802.11-1997 – Prima edizione dello standard completo, con corrigendum nel 1999
- IEEE 802.11a – High Speed Physical Layer in the 5 GHz band
- IEEE 802.11b – Higher Speed Physical Layer (PHY) Extension in the 2.4 GHz band
- IEEE 802.11c - Media access control (MAC) bridges - Supplement for support by IEEE 802.11, incorporata nello standard IEEE 802.1D[147]
- IEEE 802.11d – Amendment 3: Specification for operation in additional regulatory domains
- IEEE 802.11e – Amendment 8: Medium Access Control (MAC) Quality of Service Enhancements
- IEEE 802.11F – IEEE Trial–Use Recommended Practice for Multi–Vendor Access Point Interoperability Via an Inter–Access Point Protocol Across Distribution Systems Supporting IEEE 802.11 Operation, ritirata
- IEEE 802.11g – Further Higher Data Rate Extension in the 2.4 GHz Band
- IEEE 802.11h – Spectrum and Transmit Power Management Extensions in the 5 GHz Band in Europe
- IEEE 802.11i – Amendment 6: Medium Access Control (MAC) Security Enhancements
- IEEE 802.11j – Amendment 7: 4.9 GHz–5 GHz Operation in Japan
- IEEE 802.11-2007 – Seconda edizione dello standard completo
- IEEE 802.11k – Amendment 1: Radio Resource Measurement of Wireless LANs
- IEEE 802.11n – Amendment 5: Enhancements for Higher Throughput
- IEEE 802.11p – Amendment 6: Wireless Access in Vehicular Environments
- IEEE 802.11r – Amendment 2: Fast Basic Service Set (BSS) Transition
- IEEE 802.11s – Amendment 10: Mesh Networking
- IEEE 802.11T – Wireless Performance Prediction (WPP)—test methods and metrics Recommendation, cancellata
- IEEE 802.11u – Amendment 9: Interworking with External Networks
- IEEE 802.11v – Amendment 8: IEEE 802.11 Wireless Network Management
- IEEE 802.11w – Amendment 4: Protected Management Frames
- IEEE 802.11y – Amendment 3: 3650–3700 MHz Operation in USA
- IEEE 802.11z – Amendment 7: Extensions to Direct–Link Setup (DLS)
- IEEE 802.11aa – Amendment 2: MAC Enhancements for Robust Audio Video Streaming
- IEEE 802.11ad – Amendment 3: Enhancements for Very High Throughput in the 60 GHz Band
- IEEE 802.11ae – Amendment 1: Prioritization of Management Frames
- IEEE 802.11-2012 – Terza edizione dello standard completo
- IEEE 802.11ac – Amendment 4: Enhancements for Very High Throughput for Operation in Bands below 6 GHz
- IEEE 802.11af – Amendment 5: Television White Spaces (TVWS) Operation
- IEEE 802.11-2016 – Quarta edizione dello standard completo
- IEEE 802.11ah – Amendment 2: Sub 1 GHz License Exempt Operation
- IEEE 802.11ai – Amendment 1: Fast Initial Link Setup
- IEEE 802.11aj – Amendment 3: Enhancements for Very High Throughput to Support Chinese Millimeter Wave Frequency Bands(60 GHz and 45 GHz)
- IEEE 802.11ak – Amendment 4: Enhancements for Transit Links Within Bridged Networks
- IEEE 802.11aq – Amendment 5: Preassociation Discovery
- IEEE 802.11-2020 – Quinta edizione dello standard completo
- IEEE 802.11ax – Amendment 1: Enhancements for High–Efficiency WLAN
- IEEE 802.11ay – Amendment 2: Enhanced Throughput for Operation in License–exempt Bands above 45 GHz
- IEEE 802.11az – Amendment 4: Enhancements for Positioning
- IEEE 802.11ba – Amendment 3: Wake–Up Radio Operation
- IEEE 802.11bb – Amendment 6: Light Communications
- IEEE 802.11bc – Amendment 7: Enhanced Broadcast Services
- IEEE 802.11bd – Amendment 5: Enhancements for Next Generation V2X
- IEEE 802.11-2024 – Sesta edizione dello standard completo
- IEEE 802.11be – Amendment: Enhancements for Extremely High Throughput (EHT)
- IEEE 802.11bf – Amendment 4: Enhancements for Wireless Local Area Network (WLAN) Sensing
- IEEE 802.11bh – Amendment 1: Operation with Randomized and Changing MAC Addresses
- IEEE 802.11bk – Amendment 3: 320MHz Positioning

Questi sono gli standard ancora in fase di definizione a luglio 2025:
- IEEE P802.11bi – Amendment: Enhanced Service with Data Privacy Protection
- IEEE P802.11bn – Amendment: Enhancements for Ultra High Reliability
- IEEE P802.11bp – Amendment: Enhancements for Ambient Power Communication (AMP)
- IEEE P802.11bq – Amendment: Enhancements for Integrated Millimeter Wave Wireless LAN
- IEEE P802.11br – Amendment: Enhanced Light Communications
- IEEE P802.11bt – Amendment: Post–Quantum Cryptography